# Wydział Kompozycji, Teorii Muzyki i Reżyserii Dźwięku Akademii Muzycznej im. Feliksa Nowowiejskiego w Bydgoszczy
Wydział Kompozycji, Teorii Muzyki i Reżyserii Dźwięku Akademii Muzycznej im. Feliksa Nowowiejskiego w Bydgoszczy – jeden z czterech wydziałów Akademii Muzycznej im. Feliksa Nowowiejskiego w Bydgoszczy. Jego siedziba znajduje się przy ul. Słowackiego 7 w Bydgoszczy.

## Struktura
- Katedra Teorii Muzyki i Kompozycji
  - Pracownia Kultury Muzycznej Pomorza i Kujaw i Folklorystyki,
  - Pracownia Dźwięku ze Studiem Nagrań i Fonoteką[1]

## Kierunki studiów
- Kompozycja i teoria muzyki
- Reżyseria dźwięku][1]

## Władze
Dziekan (2024-2028): dr hab. Aleksandra Kłaput-Wiśniewska, profesor uczelni
Prodziekan (2024-2028): ad. dr Łukasz Godyla